# Aigremont, Yvelines
Aigremont är en kommun i departementet Yvelines i regionen Île-de-France i norra Frankrike. Kommunen ligger i kantonen Saint-Germain-en-Laye-Sud som tillhör arrondissementet Saint-Germain-en-Laye. År 2022 hade Aigremont 1 082 invånare.

## Befolkningsutveckling
Antalet invånare i kommunen Aigremont
| Referens: INSEE |